# مانويل سيلفا (عداء مسافات طويلة)
مانويل سيلفا (بالبرتغالية: Manuel Silva‏) هو عداء مسافات طويلة برتغالي، ولد في 8 أكتوبر 1978.

## وصلات خارجية
- مانويل سيلفا على موقع الاتحاد الدولي لألعاب القوى (الإنجليزية)
- مانويل سيلفا على موقع الاتحاد الأوروبي لألعاب القوى (الإنجليزية)
- مانويل سيلفا على موقع رابطة إحصائيات سباق الطريق (الإنجليزية)
- مانويل سيلفا على موقع أوليمبيديا (الإنجليزية)